# Катрі (озеро)
Ка́трі (ест. Katri luht) — природне озеро в Естонії, у волості Ляене-Сааре повіту Сааремаа.

## Розташування
Катрі належить до Західно-острівного суббасейну Західноестонського басейну.
Озеро лежить на південь від села Йиґела.
Акваторія водойми входить до складу заказника Карала-Пілґузе (Karala-Pilguse hoiuala). На озері охороняється місце постійного проживання орлана-білохвоста.

## Опис
Загальна площа озера становить 15,1 га. Довжина — 500 м, ширина — 350 м. Найбільша глибина — 1 м, середня глибина — 0,7 м. Довжина берегової лінії — 1 769 м. Площа водозбору — 0,5 км².